# 呼

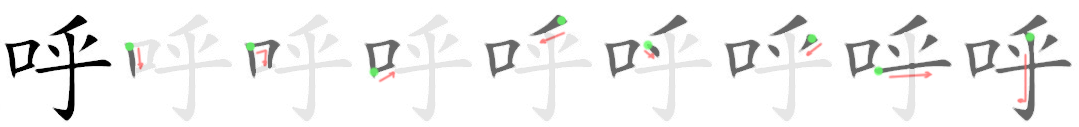

呼 est un kanji se prononçant ko ou yo en français et signifiant « appel », « soupir ».
Exemples d'utilisation : 
- 呼ぶ (yobu) : appeler, invoquer
- 呼気 (koki) : expiration